# Läderbackfly
Läderbackfly, Agrochola macilenta är en fjärilsart som beskrevs av Jacob Hübner 1809. Läderbackfly ingår i släktet Agrochola och familjen nattflyn, Noctuidae. Arten är reproducerande och har livskraftiga (LC) populationer i både Sverige och i Finland. En underarter finns listad i Catalogue of Life, Agrochola macilenta rubrescens Wiltshire, 1939.

## Bildgalleri

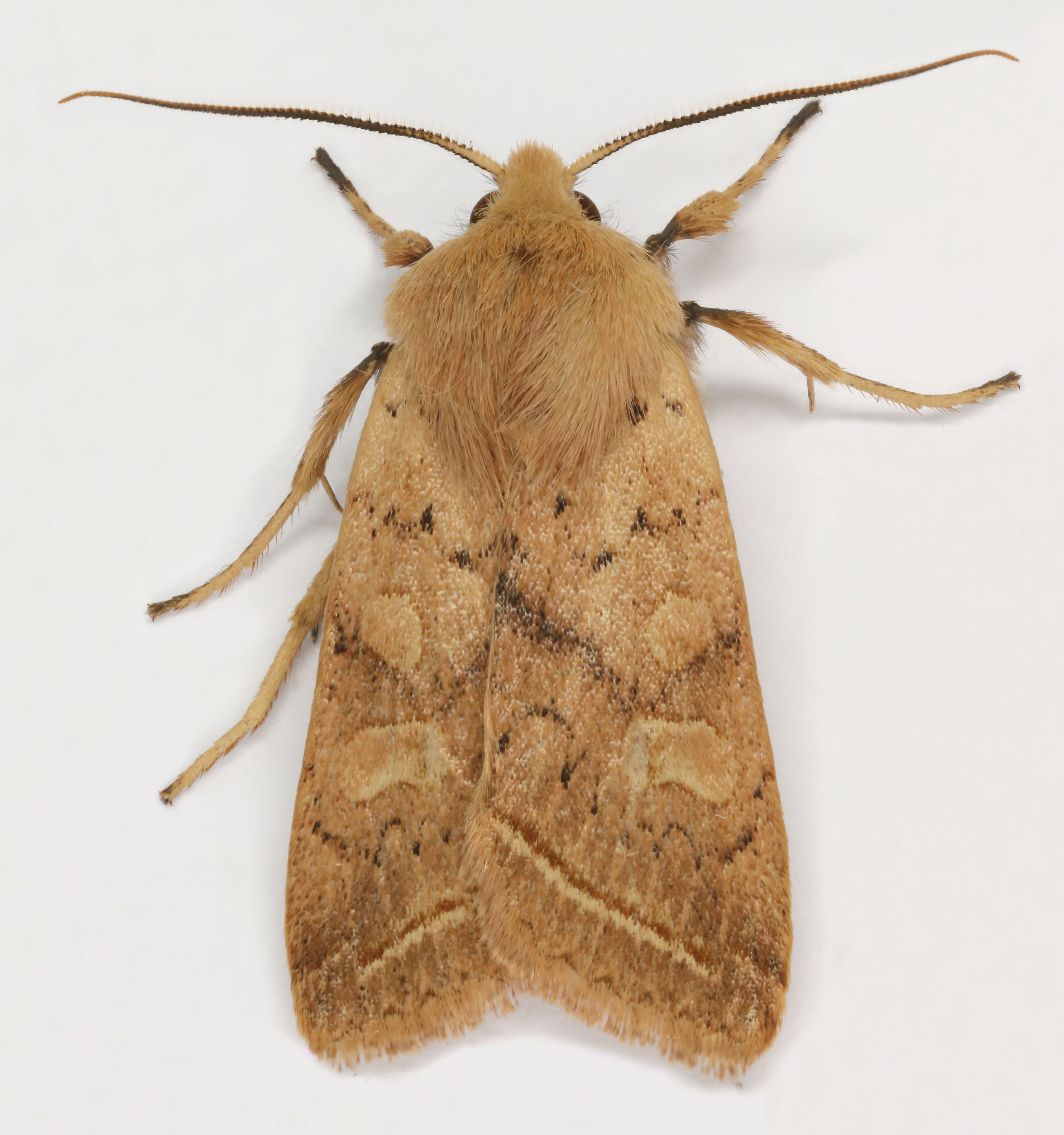
Imago fjäril
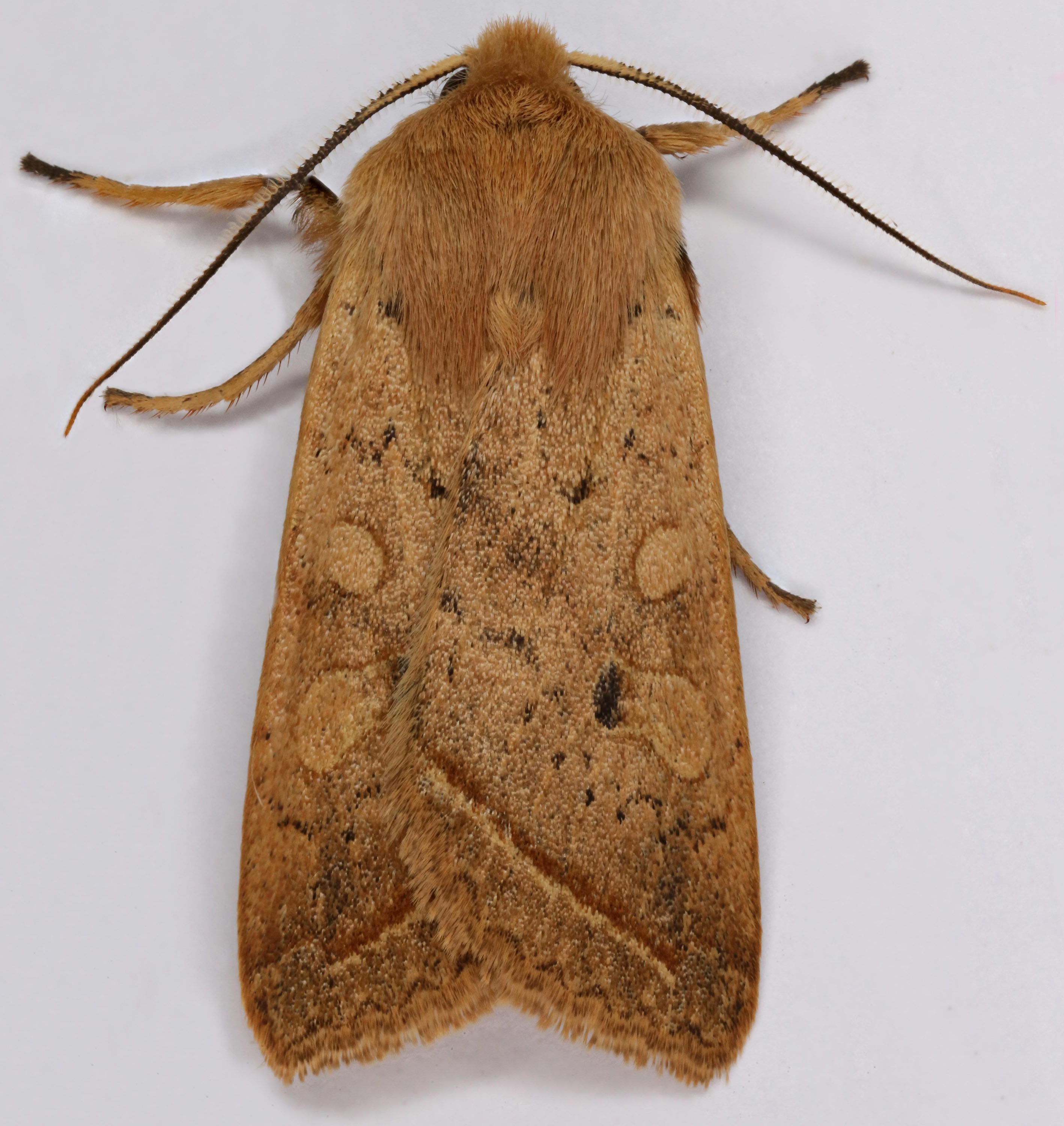
Imago fjäril
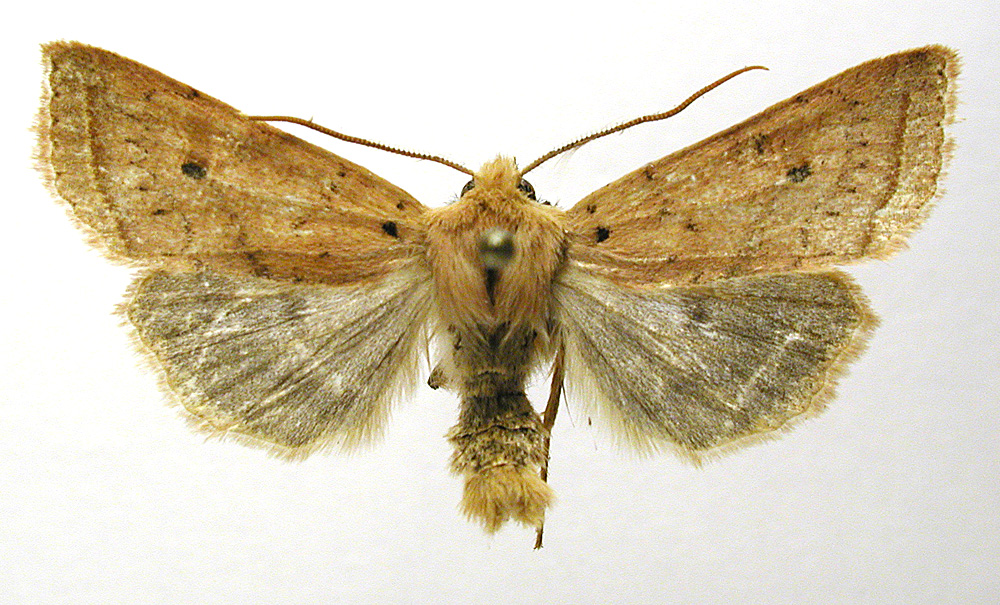
Preparerad (uppnålad) imago fjäril